# Semana Santa en Orense
La Semana Santa en Orense es un ciclo de actos conmemorativos de la Pasión de Cristo llevados a cabo en la ciudad de Orense (Galicia, España) desde el Domingo de Pasión hasta el Domingo de Resurrección. Pese a ser la capital gallega que presenta el menor número de procesiones y la Semana Santa que menos fama posee en Galicia, los desfiles tienen un importante arraigo popular y suelen estar muy concurridos.

## Historia
Los orígenes de la Semana Santa orensana se remontan a la era medieval; fue iniciada por los gremios de artesanos y comerciantes de la ciudad y se potenció en los siglos xiv y xv gracias a los franciscanos, quienes, llegados en el siglo xiii, propiciaron la creación de la Cofradía de la Santa Vera Cruz, durante mucho tiempo la más importante, a la que seguirían la Cofradía del Santo Cristo, la Cofradía de la Virgen de los Dolores, la Cofradía de Santa María Madre y la Cofradía del Santo Encuentro, con gran influencia en los siglos xviii, xix y la primera mitad del xx. Gran parte de los actos llevados a cabo a día de hoy se han mantenido, en mayor o menor medida, invariables desde la década de 1920, época en la que se realizaban los siguientes oficios, algunos actualmente perdidos:

### Domingo de Pasión
Este día marca, desde antiguo, el inicio de la Semana Santa. Se procedía a cubrir los altares de los templos y se celebraba la fiesta de San Lázaro, primero en la iglesia dedicada al santo y, tras su desmantelamiento en 1952, en la Iglesia de San Francisco. El día anterior numerosos fieles procedentes del rural acudían por la mañana a besar una diminuta imagen del santo, resguardada por un guardia municipal, quien acto seguido trazaba con la figura una cruz en la espalda del devoto mientras pronunciaba las siguientes palabras: «San Lázaro bendito nos libre de peste y de males extraños». Esa misma tarde la imagen del santo era llevada en procesión a la Iglesia de Santo Domingo, celebrándose por la noche una verbena y regresando la figura del santo a su templo al día siguiente, donde tenía lugar una misa solemne y, por la tarde, la fiesta. Era costumbre que tanto el sábado como el domingo hubiese venta de rosquillas de Ribadavia a lo largo de la calle Santo Domingo.

### Domingo de Ramos

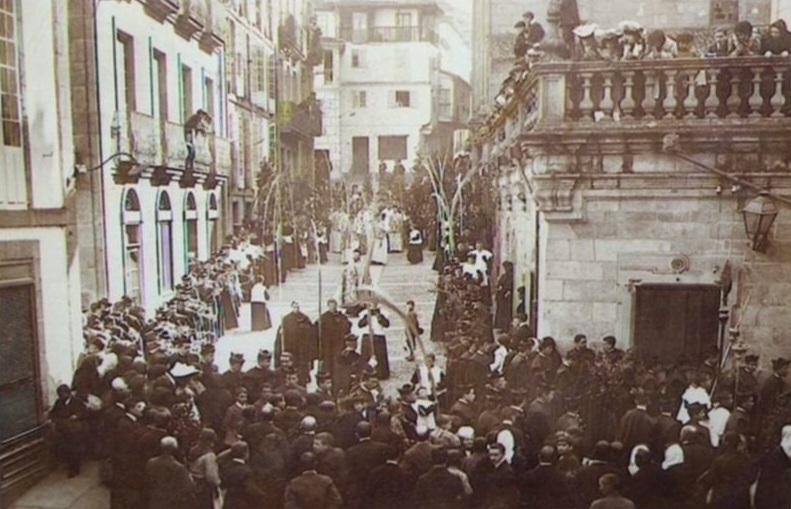
Domingo de Ramos (década de 1920).

Este día se procedía a bendecir a las ocho de la mañana las ramas de olivo y las palmas en cada parroquia, celebrándose una procesión en torno a la iglesia del lugar. En la capital solo las portaban los canónigos y estas eran muy simples, siendo la del obispo trenzada y muy ornamentada; los canónigos solían regalar las palmas a sus amistades con el fin de que fuesen dispuestas en los balcones. Al término de la misa, oficiada a las nueve, se daba inicio a la procesión del Domingo de Ramos, cuyo trayecto consistía en dar una vuelta a la catedral, llevando los niños grandes ramos de laurel los cuales hacían chocar entre sí; la procesión discurría concretamente por la calle Juan de Austria y proseguía por la calle de las Tiendas, la plaza San Martín y la plaza del Trigo. Por la tarde los franciscanos, acompañados por fieles y militares, sacaban en procesión una imagen del Ecce Homo, siendo este el recorrido de mayor afluencia. Hasta finales del siglo xix en dicha procesión tomaban parte varias niñas disfrazadas de ángeles llevando consigo los símbolos de la Pasión (lucían hábito nazareno con cíngulo, cabello suelto y corona de espinas); posteriormente se optó por que participasen jóvenes de más edad, aunque con el tiempo los niños volverían a procesionar representando a varios de los personajes de la Biblia (una niña iba caracterizada como Santa Verónica, mostrando el paño con la Santa Faz sin mover los brazos y en absoluto silencio). De esta última procesión, desaparecida en la década de 1960, dio un detallado testimonio el periódico La Región en su edición del 26 de marzo de 1929:

A las cinco y media de la tarde, salió de la iglesia de la Venerable Orden Tercera la solemne procesión del Ecce-Homo.
Concurrieron a ella muchísimas personas en sentidísima manifestación de fe religiosa, siendo un desfile brillantísimo.
Abría marcha una sección de la Guardia Civil a caballo.
Iba a continuación la cruz alzada con ciriales, y el Calvario conducido por el beneficiado don Victoriano Dopazo.
Seguían varios angelicales niños, con roquetes y sotanas moradas, portando atributos de la Pasión y los estandartes de la Dolorosa y Orden Tercera, que llevaban el profesor de la Normal señor Táboas y el procurador don Modesto Vázquez.
A continuación desfiló un grupo de encantadoras niñas representando a la Verónica y Santas Mujeres.
La imagen de la Dolorosa era conducida a hombros de varios seminaristas, y tras éstos marchaban angelicales niños que representaban a San Juan y Personajes de la Pasión.
A continuación de la imagen del Ecce-Homo, a la que daban escolta varios números de la Guardia Civil.
Al final de la procesión figuraba de capa pluvial el canónigo don Pedro Sánchez y de diácono y subdiácono, el beneficiado-bajo de capilla de la Catedral don Antonio Nóvoa y un reverendo P. Franciscano.
De la organización de la procesión cuidaban el R. P. Calonge y el beneficiado don Manuel Baltar.
Presidían aquélla, el capitán señor Seoane, que representaba al gobernador militar; el alcalde accidental señor Soria y el concejal señor Cid.
Cerraba la marcha la Banda Municipal, que tocó durante el trayecto sentidísimas composiciones.
El paso de la procesión fué presenciado por muchísimas personas.: 8 

### Miércoles Santo
El Miércoles Santo los niños portaban carracas para la escenificación del oficio de tinieblas; aguardaban a que se apagasen las luces y entonces, al dar la señal los canónigos golpeando los sitiales del coro, empezaban a hacer sonar las matracas mientras salían a la calle.

### Jueves Santo

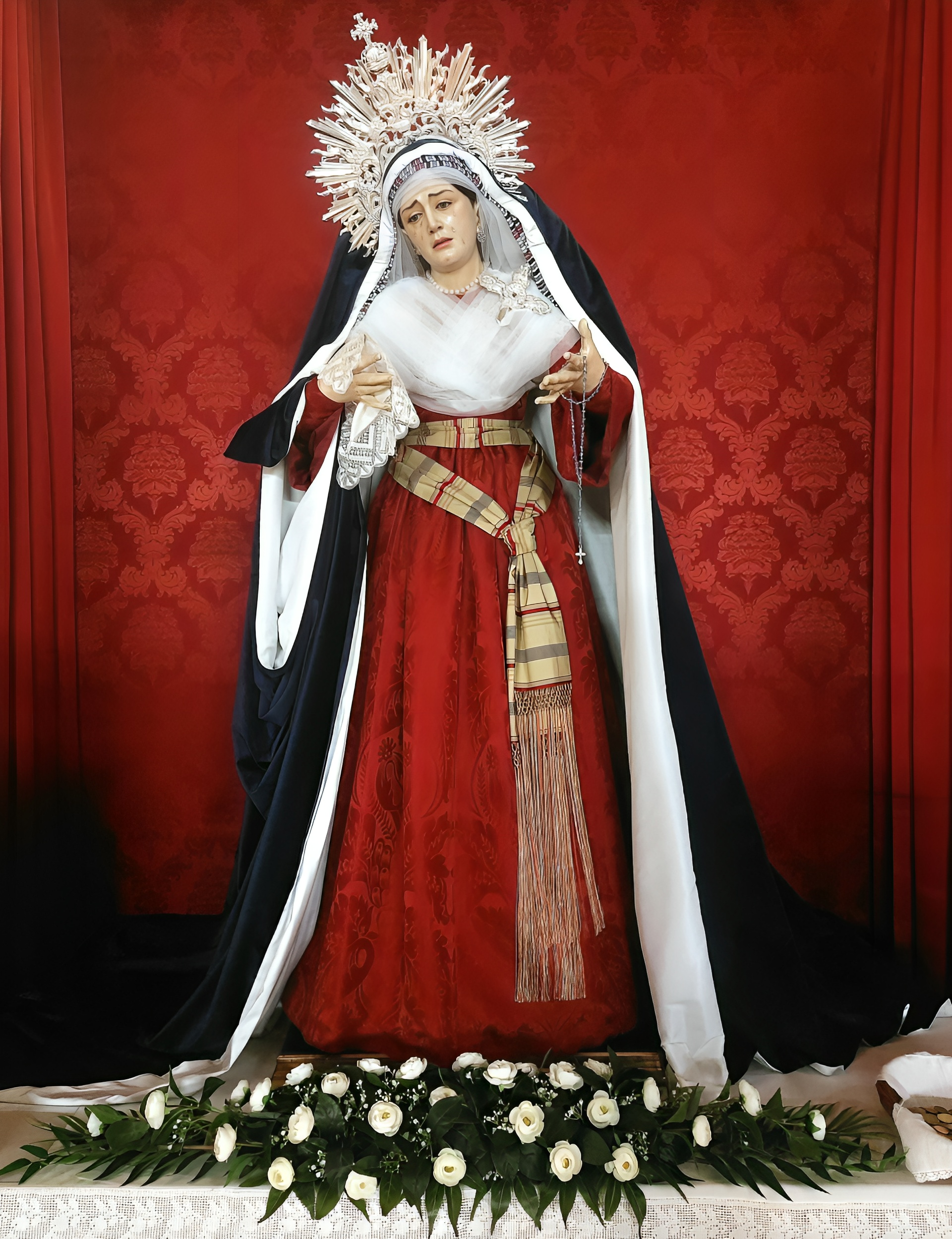
Talla de Nuestra Señora de la Amargura y el Desamparo

El Jueves Santo se procedía a consagrar los crismas y los santos óleos, oficiando una misa el obispo en la catedral seguida de una pequeña procesión dentro de la basílica. Otro de los actos llevados a cabo ese día era el lavatorio de pies, el cual se realizaba con doce ancianos o personas pobres a las que se invitaba a participar, si bien en ocasiones eran reemplazados por niños. Al término de los ceremoniales se procedía a realizar un recorrido por los sagrarios de los templos de la ciudad, oficio que solía durar hasta la llegada del Viernes Santo y para el que era obligatorio llevar levita y chistera; la costumbre era que por la tarde acudiesen los artesanos y al anochecer los señores, todos en familia. Pese a que al parecer se tenían que visitar catorce templos a modo de vía crucis, estaba permitido reducir el recorrido a siete (en las aldeas, debido a que lo usual es que haya una sola iglesia, los feligreses entraban y salían de ella catorce veces). Era costumbre que este día se engalanasen los templos con, entre otros, bellas composiciones florales, y que los mismos compitiesen por ser los más ornamentados y los mejor iluminados, acudiendo los fieles a contemplar los adornos tanto el jueves como el viernes (en las décadas de 1940 y 1950 los más destacados solían ser los dispuestos en la Capilla del Santo Cristo y en la capilla del Convento de las Adoratrices). Entre los visitantes se encontraban diversas personalidades tal y como atestigua La Región en su edición del 29 de marzo de 1929: «[…] las autorizades y fuerzas de Cazadores, Carabineros y Guardia Civil. Éstas vestían de gala con pantalón blanco. El ilustrísimo señor Obispo, al que seguían los alumnos del Seminario […]». Por su parte, el obispo intervenía en el lavatorio de pies: «Por la tarde, a las tres, el ilustrísimo y reverendísimo señor Obispo lavó los pies a doce pobres, teniendo lugar tan conmovedora ceremonia en las naves del Rosario de la Santa Iglesia Catedral, con asistencia del Cabildo». Sumado a lo anterior, cabe destacar la participación de las mujeres luciendo mantilla española:

La nota brillante y espléndida la dieron en nuestras calles numerosísimas damas y señoritas luciendo la españolísima mantilla.
La airosa y elegantísima prenda, rimaba muy bien con los encantos de nuestras mujeres, que cruzaban las calles de la ciudad ante la creciente admiración de público, y envueltas en los madrigales más sentidos y galantes.
¿Nombres? Ahí van unos cuantos: Señoritas de Ochoa, Torres Pintos, Torre, Porto Veiras, Meruéndano, Quirós, Elices, Álvarez Saenz, Romero Romasanta, Valcarce, Nóvoa, Gallego, Núñez de Couto, Cid y otras muchas.
Baste decir que pocas veces la mantilla española acariciaría rostros tan bellos como los que en la tarde de ayer supieron adornarse con esa prensa tan airosa y tan nuestra.

### Viernes Santo

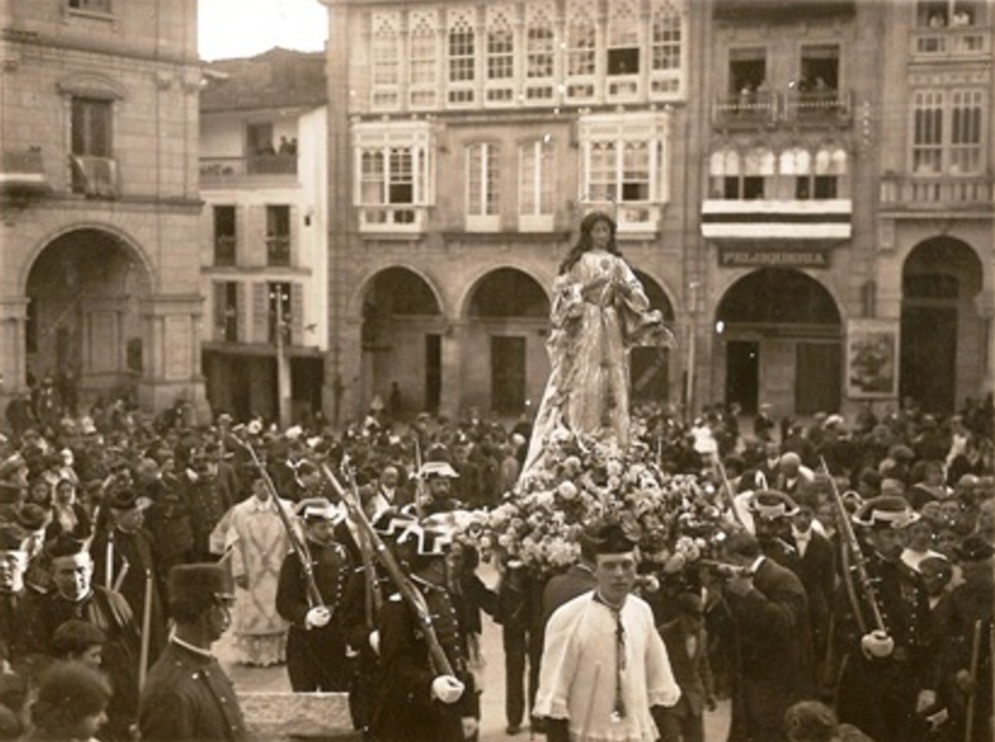
Procesión del Encuentro (c. 1920)

El Viernes Santo era el día con más actos. A las cinco de la mañana se daba lectura al sermón de la agonía de Cristo en el huerto de Getsemaní, aunque también se afirma que este sermón era leído por la tarde en la Capilla del Santo Cristo, acto presidido por el obispo con la presencia del cabildo, mientras que por la mañana se leía el sermón de la Pasión para luego proceder a la adoración de la cruz y la procesión del Santísimo dentro de la catedral seguido del rezo de completas, laudes y maitines con el canto a capela de las lamentaciones y el canto gregoriano. Después se celebraba la procesión del Encuentro en la plaza de la Constitución (actual plaza mayor) con las imágenes de Jesús Nazareno (acompañado por dos judíos de rasgos grotescos), la Dolorosa, San Juan y la Verónica, donde a las cinco de la tarde se realizaba el acto del Desenclavo en absoluto silencio por parte de cuatro sacerdotes encargados de bajar una imagen cristífera articulada de la cruz y depositarla en una urna, ceremonia actualmente perdida en la ciudad aunque conservada en zonas como Verín, Celanova o Las Ermitas. Pese a ser uno de los actos más importantes y emotivos de toda la Semana Santa orensana, con el tiempo el fervor de los fieles empezó a declinar a la par que se solían presentar en la ceremonia individuos en estado de embriaguez, entre ellos incluso los portadores de los pasos, lo que motivó la supresión de este rito.
Supuestamente la ceremonia del Desenclavo se llevó a cabo en la catedral durante la primera mitad del siglo xiv con la imagen articulada del Santo Cristo de Orense, figura realizada en madera y recubierta con lona y pergamino relleno de trapos. En origen emplazado en el brazo norte del crucero, lugar hoy ocupado por el retablo de la Virgen del Pilar y Santiago, tras su traslado a la Capilla del Santo Cristo el 8 de abril de 1573 se alteraron las articulaciones de los hombros y los brazos para fijar la imagen a la cruz de gajos, lo que provocó que las extremidades quedasen con apariencia de estar descoyuntadas. Es a partir de entonces cuando se cree que la talla dejó de utilizarse para la escenificación del Desenclavo, ritual para el que se empezaría a usar una imagen también articulada hoy perdida. A través de los siglos se celebró esta ceremonia en la nave central de la seo, en la Iglesia de Santa María Madre, en la Iglesia de Santo Domingo y en la plaza mayor, donde se procedía a la instalación de un púlpito rodante el cual era conducido desde la catedral hasta la esquina derecha de los soportales del edificio del ayuntamiento, donde el canónigo predicador relataba el episodio bíblico. Poco antes de su desaparición en la década de 1920, el acto volvería a realizarse en la catedral (algún año en la posguerra se celebraría en la Iglesia de Santa Eufemia), siendo costumbre que la urna desfilase precedida por una cruz procesional (hoy perdida), una corona de espinas y unos clavos, mismos artículos empleados en la actualidad junto con un letrero con el monograma INRI. En cuanto a la celebración del ceremonial en la Iglesia de Santo Domingo, cabe destacar el cabildo del 16 de marzo de 1745:

Leyose memorial de los Diputados de la Hermandad de las Animas, que presentan una carta del P. Prior de Santo Domingo dandoles quenta de que su comunidad plena, junta a toque de campana, an resuelto despedir la Hermandad de las animas, y en consequencia saquen con la posible brevedad de dicha yglesia la efigie de el Descendimiento y sus alagas; pues de tener en su Convento esta Hermandad y hacer en su iglesia la funcion del Viernes santo padece gravamen la Comunidad, y ynfraccion en sus Priuilegios. Y respecto la misma novedad la yntentaron los relixiosos el año pasado (aunque arrepentido después el P. Prior a cedido de su empeño) se acordo que ynmediatamente se les de a los Relixiosos este gusto, sacando de su iglesia y convento la efigie del Descendimiento y sus alagas, que por este año se aga la funcion de el Viernes santo en la yglesia de Santa Maria la Madre, colocando allí la ymagen y cruz mientras no se toma otra providencia.

Por su parte, la desaparición de la procesión del Encuentro y el acto del Desenclavo provocó una dura crítica por parte de Xosé Ramón Fernández-Oxea en el periódico El Pueblo Gallego:

La Semana Santa en Orense murió; mejor dicho, la mataron. Los que al cabo de unos años de alejamiento de la ciudad volvemos ahora con la esperanza de revivir los felices años de la primera edad contemplando las tradicionales funciones que caracterizaban nuestra Semana Santa, nos encontramos decepcionados.
Suprimido el «Encuentro», suprimido el «Desenclavo»—las dos funciones que tiñendo toda la gente de la campiña ponían en la ciudad la nota de ruralismo que siempre la caracterizó—Orense perdió una nota más de su personalidad para ir convirtiéndose, cada vez más deprisa, en la ciudad híbrida que tanto gusta al «vulgo municipal» y que tan fuera de nosotros nos pone a los que sencillamente amamos el pueblo en que nacimos.
No sé quién sería el que acordó la supresión de la Semana Santa en Orense; no lo quiero saber. La voz interna de mi conciencia de orensano me dice que el que tal hizo no es ni siquiera gallego, aunque fuese nacido dentro del territorio de Galicia. Porque para ser gallego no basta con nacer en Galicia; para ser gallego hay que sentir la voz de la patria que vive en el habla, en las costumbres, en las tradiciones, hay que proclamarlo a los cuatro vientos; hay que tener la valentía de confesarse gallego y no disimularlo fingiendo un acento de Valladolid. Yo creo que el que derramó nuestra Semana Santa no pertenecía a esta era de los escogidos; mas bien debió de ser un descendiente espiritual de aquellos ediles que en el último siglo cambiaron los tradicionales nombres de las calles orensanas por los ridículos de los personajes históricos que hoy llevan, y que por toda razón para hacer tal asnería dijeron «que los nombres que hoy llevan harían reír al forastero».
Quizá también por no hacer reír a los forasteros fue por lo que suprimieron el «Encuentro y el Desenclavo». Mas los que tal piensan no saben que el forastero que no sabe apreciar en su valor las tradiciones de un país pertenece a la categoría de los tontos, a los que no se les puede dar tino sin peligro de pasar por tan tonto como ellos.: 11 

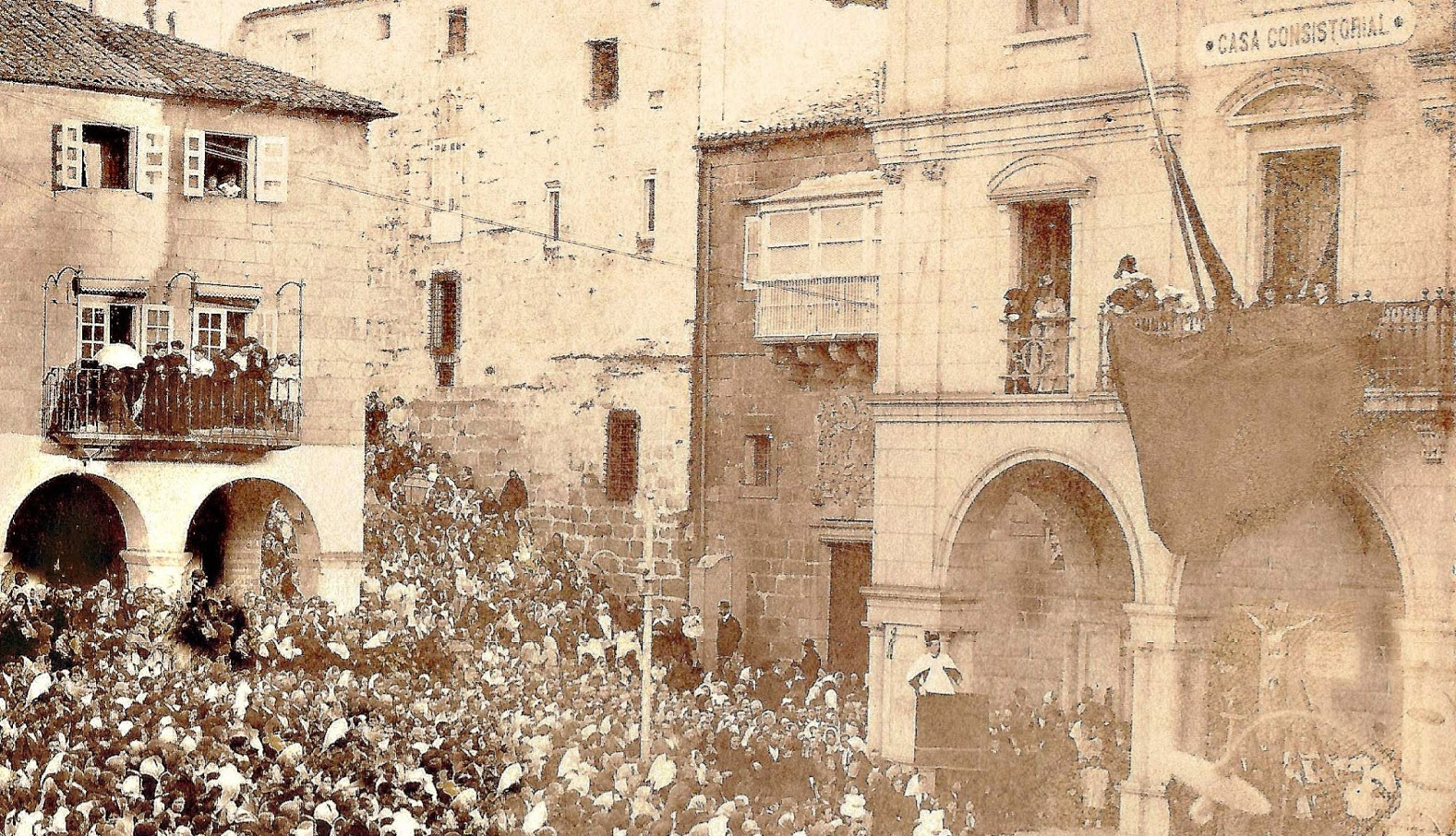
Desenclavo (década de 1920)

Tras el Desenclavo, alrededor de las seis de la tarde, se realizaba la procesión del Santo Entierro, en la que solo los varones tenían permitido participar, debiendo para ello vestir de luto y llevar velas, con el acto presidido por el presidente del ayuntamiento y demás autoridades acompañadas de maceros; como escolta se hallaba una guarnición de miembros de la Guardia Civil que desfilaba acompañada por el sonido de tambores. La procesión, la cual partía de la Iglesia de Santa María Madre y se organizaba en la plaza mayor, arrancaba con parte del destacamento de la Benemérita a caballo seguido de la cruz, los emblemas de la Tercera Orden de San Francisco, la urna con la imagen cristífera en su interior y el resto de miembros de la corporación de la Guadia Civil, quienes portaban las armas a la funerala, siendo las figuras llevadas por seminaristas. A continuación, de acuerdo con las ediciones del 31 de marzo de 1929 de los periódicos La Zarpa y La Región, desfilaban en el siguiente orden: el coro del Seminario Mayor del Divino Maestro bajo la dirección del maestro de capilla (Agustín Rodríguez Iglesias), la banda municipal, la talla de la Dolorosa con una escolta compuesta por el Cuerpo de Carabineros, el gobernador civil (Vicente Rodríguez Carril), el gobernador militar (Rubín de Celis), el alcalde (Jesús Soria González), el presidente de la diputación (Aureliano Ferreiro Carballo), los tenientes de alcalde (Rodríguez García y Perille Garra), los concejales (Estévez, Bouzo, Cid, Ferrer y Aguirre, quien llevaba el pendón de la ciudad), el secretario del ayuntamiento (Pérez Coleman, secretario accidental), un sacerdote (Ricardo Atanes Castro, quien lució capa pluvial), dos ministros (los beneficiados Rionegro y Dopazo) y el obispo (Florencio Cerviño González, acompañado por el arcediano Faustino Congil y el maestrescuela Vicente Mateos), concluyendo el desfile de dicho año con La Legión Gallega (Batallón de Cazadores de Mérida) tocando música bajo el mando del capitán Enríquez.: 2 : 8  El trayecto seguido durante la procesión de 1929, engalanado con banderas en los balcones y elaboradas iluminaciones (entre ellas tres lámparas de gran potencia Petromax aportadas por el bazar Puga y Hos para el local social Coral Polifónica Orensana), partió desde la plaza mayor siguiendo por la calle Isabel la Católica (actual plaza Padre Feijóo), la zona inferior de la calle San Miguel (actual calle Cruz Roja), la calle Progreso, la calle Luis Espada (actual calle Cardenal Quiroga), la plaza del Hierro, la calle Lepanto, la catedral (a donde se accedía por la puerta norte para salir por la puerta sur rumbo a la plaza del Trigo) y la calle Modesto Fernández, desde donde se regresaba a la plaza mayor.: 2  En lo tocante a la música, La Zarpa destacó que «la Schola Cantorum del Seminario entonó en el tránsito un Miserere a fa bordón y a cuatro voces iguales, del maestro Palestrina y el "Orivos ommes" también a voces iguales del maestro Victoria. El orfeón "Unión Orensana" en los jardinillos del Padre Feijóo y en la Plaza Mayor cantó: "In adoratione Crucis" del maestro Victoria», pieza dirigida por el maestro Florián Coba.: 2 
Alrededor de las nueve de la noche daba comienzo en la Iglesia de la Santísima Trinidad, tras la lectura de un sermón, la procesión de la Soledad, también conocida como «Os Caladiños», amenizada por la Coral de Ruada (cuya sede se encontraba en una esquina de la plaza mayor) y en la que únicamente tomaban parte las mujeres. Cuando todavía no se disponía de luz eléctrica, las casas de la zona alumbraban las calles con faroles en los balcones, cirios detrás de las ventanas y velas consistentes en cáscaras de huevo con aceite. Durante un tiempo fue habitual que un joven desfilase en la procesión y cantase al pasar por cada plaza «Ay de mí»:

¡Ay de mí!
¡ay de mí!
que al hijo de mis entrañas
en una cruz le vi.

Se conoce que en la Semana Santa de 1929 el recorrido discurrió por la plaza del Topete, la calle Libertad, la calle Primavera, la calle Cisneros, la calle Unión, la Calle Fornos, la plaza del Hierro, la calle Paz, la plaza Santa Eufemia, la calle Lamas Carvajal, la plaza mayor, la calle Modesto Fernández, la plaza del Trigo, la calle Cisneros, la calle Libertad, la plaza de la Leña (actual calle Sueiro), la calle Padre Feijóo y de regreso a la Iglesia de la Santísima Trinidad. De acuerdo con La Zarpa:

La imagen de la Virgen se detuvo en los sitios acostumbrados cantándose los tradicionales «ayes», por cierto, con mucho gusto.
Frente al local del coro «De Ruada» en la calle de Lamas Carvajal, se detuvo la imagen de la Dolorosa entonando una plegaria titulada «La Soledad de María» de la cual es autor el director del coro don Daniel González, interpretada desde el balcón del domicilio social por los elementos de la laureada agrupación y acompañada al órgano por el director de la misma.

Por su parte, La Región ofreció la siguiente noticia en su edición del 31 de marzo: «Tanto el solista señor Montes como los demás señores que interpretaron la composición lo hicieron admirablemente, elogiándoseles de verdad. También se cantaron los tradicionales "ayes" y unas "saetas", que gustaron mucho, desde un balcón en la calle de la Libertad».: 8  El periódico reseñó a su vez un incidente ocurrido en la plaza mayor durante la procesión, llegando a recomendar la supresión del desfile dada la gravedad de los hechos:

Escribimos estas líneas para condenar con la indignación más grande los hechos vergonzosos ocurridos la noche del Viernes Santo al paso de la tradicional procesión de la Soledad. [...]
Gentes sin cultura, haciendo gala de su marcada grosería, se dedicaron, cuando la procesión hacía su entrada en la Plaza, a molestar descaradamente a cuantas damas y señoritas figuraban en la procesión, a las que empujaban, apagaban las velas e incluso impedían el paso, logrando así cortar la procesión y formar un escándalo mayúsculo, lo que contribuyó a que las mujeres corriesen asustadas. [...]
Nosotros, que hemos presenciado los hechos, protestamos ya en plena calle de ese atentado incalificable. Y nuestra indignación subió de punto al ver la pasividad de algunos guardias y contemplar como a nuestro lado, todo un agente de vigilancia se distraía viendo el desfile, pero no viendo el lamentable espectáculo que ante él se desarrollaba, a pesar de llamarle nosotros mismos la atención. [...]
Ciudadanos hubo a los que costó gran trabajo contener para evitar descargasen sus bastones sobre las cabezotas de ese grupo de mal educados, incapaces de comprender las consideraciones que toda mujer merece. Estas tuvieron en varias ocasiones que defenderse con las velas, ante la provocación de quienes constituyen la escoria de la sociedad. [...]

¿Para que quieren la «porra» los guardias? Jamás se emplearía mejor que en las cabezas de esa chusma, que es el baldón de los pueblos.
Los guardias y la policía debieron evitar y cortar con mano dura los desagradables hechos, que el pueblo orensano condena.
Si esto no llegara a cambiar; si no se barriese a puntapiés a los que pretenden ponerse al pueblo por montera, es preferible se suprima la procesión de la Soledad, antes de darse un espectáculo como el de este año, o de lo contrario que dejen las mujeres el puesto a los hombres, para que éstos corten de raiz la «valentía» y la grosería de quienes conocen la educación por referencias.: 1 

### Sábado Santo y Domingo de Resurrección
El Sábado Santo o Sábado de Gloria comenzaba a las ocho de la mañana con la bendición del fuego en la puerta del Mediodía de la catedral, tras lo cual se realizaban los cantos rituales y se oficiaba la misa de Gloria con el repique de las campanas de todos los templos de la ciudad, rezándose completas a las tres y media de la tarde. Acto seguido la imagen de la Virgen venerada en el retablo mayor de la Iglesia de Santa María Madre abandonaba el templo rumbo a la catedral para el canto de maitines y laudes a las seis de la mañana y la posterior ceremonia del Santo Encuentro, rito que se celebraba con una procesión por las naves de la basílica la madrugada del Domingo de Resurrección seguido de un oficio religioso realizado a las nueve por el obispo revestido de pontifical para a continuación conducir la talla de la Virgen nuevamente a la Iglesia de Santa María Madre y celebrarse la ceremonia del Desplante, tras lo cual concluía la Semana Santa. Antiguamente la imagen de la Virgen solo podía ser portada por miembros del gremio de sastres; eran concretamente cuatro sastres quienes la llevaban a hombros ataviados con un elegante frac, acompañados por el cabildo y la corporación municipal junto con maceros.: 2 

## Descripción

### Actos

#### Domingo de Pasión
El Domingo de Pasión se celebra la fiesta de San Lázaro en la Iglesia de San Francisco y en la Iglesia de San Lázaro, dando este festejo inicio a la Semana Santa, si bien el comienzo oficial de la Pascua se produce con el pregón el miércoles anterior al Domingo de Ramos.

#### Viernes de Dolores
El Viernes de Dolores se celebra un vía crucis al aire libre organizado por la delegación de Juventud de la diócesis.

#### Domingo de Ramos
El Domingo de Ramos el obispo realiza la bendición de las palmas y los ramos de olivo y laurel frente al parque de San Lázaro, efectuándose una procesión (conocida como «Paso de los Niños») hasta la catedral con una imagen de madera representativa de Jesús a lomos de una borriquilla, obra del escultor compostelano José Aldrey en 1960, celebrándose acto seguido una misa (la imagen se custodia en la catedral y se exhibe todo el año junto al Pórtico del Paraíso). La procesión discurre por la calle del Paseo, la plaza Santa Eufemia, la calle Lamas Carvajal y la calle Juan de Austria, con paradas en la calle Lepanto, la plaza del Hierro y la calle Santo Domingo, siendo costumbre que para la ocasión los niños luzcan ropa nueva ya que de acuerdo con un dicho popular: «Quien no estrena en Ramos, no estrena en todo el año».

#### Miércoles Santo
El Miércoles Santo es día de meditación y celebración penitencial para los sacerdotes en la Iglesia de Santa Eufemia, donde por la tarde se celebra la misa crismal. En el barrio de A Carballeira, sede de la Parroquia del Sagrado Corazón, tiene lugar una procesión con la imagen de Jesús Nazareno, la cual es portada por miembros de la Cofradía de Jesús Nazareno, fundada en 1995.

#### Jueves Santo
El Jueves Santo se procede por la mañana al oficio de lecturas y laudes, celebrándose por la tarde una misa In Coena Domini presidida por el obispo en la catedral, con el lavatorio de pies y la adoración ante el Monumento hasta la noche. En Velle, sede de la Parroquia de Santa Marta, es llevada a cabo una procesión con la imagen del Santo Cristo del Perdón por parte de la Cofradía del Santísimo Cristo del Perdón, fundada en octubre de 2012. Esta cofradía cuenta a su vez con otra talla: Nuestra Señora de la Amargura y el Desamparo, obra de Pablo Gallardo Outerelo en 2021 la cual se caracteriza por ser la única imagen propiedad de una cofradía orensana en no desfilar debido a la ausencia de un paso en el que poder llevarla, si bien se prevé que la misma sea incorporada a la Semana Santa en un futuro cercano. La obra, realizada sin encargo previo y puesta a la venta, fue comprada en Sevilla por la cofradía y bendecida el 21 de marzo de 2021 por el obispo Leonardo Lemos Montanet. Con una altura de 160 cm, la imagen, elaborada en barro cocido y policromado al óleo con tripilla, muestra a la Virgen en estado de desolación con un modelado suave y expresivo bajo un cromatismo nácar y una detallada fisionomía, acentuada por unas delicadas pestañas enmarcando unos ojos almendrados y por una boca entreabierta en la que se pueden apreciar los dientes y la lengua. La talla está claramente inspirada en la escuela barroca sevillana y sigue de cerca los modelos de Salvador Madroñal Valle, imaginero que ejerció como maestro de Outerelo.

#### Viernes Santo
Por la mañana se realiza nuevamente el oficio de lecturas y laudes. Por la tarde se da lectura a la Pasión y por la noche tiene lugar la procesión del Santo Entierro.
Santo Entierro
En la procesión del Santo Entierro, la más multitudinaria de la Semana Santa junto con la del Domingo de Ramos, desfilan un total de nueve pasos, todos ellos conducidos sobre plataformas con ruedas a excepción del Santo Cristo del Perdón y Cristo yacente, imágenes que son portadas a hombros (ocho cargadores para el Santo Cristo del Perdón y seis para el Cristo yacente). La procesión discurre por la calle Lepanto, la calle Santo Domingo, el parque de San Lázaro, la calle del Paseo, la calle Lamas Carvajal y la plaza mayor, siendo los pasos que toman parte en ella: Santa Cena, Cristo Flagelado, Jesús Nazareno, Santo Cristo del Perdón, Santo Cristo, Piedad, Cruz desnuda, Cristo yacente y la Dolorosa. Anteriormente también procesionaba el paso de la Oración del Huerto, retirado debido a su deterioro al igual que la imagen de Cristo crucificado venerada en la Iglesia de Santo Domingo, obra del siglo xviii; el paso fue realizado por Enrique Carballido aproximadamente entre 1958 y 1959 siguiendo el modelo de Francisco Salzillo para la Semana Santa de Murcia.

#### Sábado Santo
El Sábado Santo se realiza en las primeras horas de la mañana la procesión de la Soledad o de «Os Caladiños» desde la Iglesia de la Santísima Trinidad hasta la catedral, donde se lleva a cabo un vía crucis y se pronuncia un sermón para después proseguir con la procesión de regreso a la iglesia, celebrándose en la seo por la noche la Vigilia Pascual. La imagen de Nuestra Señora de la Soledad recibe culto en la Iglesia de la Santísima Trinidad, donde forma parte de un Calvario.

#### Domingo de Resurrección
Por la mañana tiene lugar la procesión del Santo Encuentro con la imagen titular de la Iglesia de Santa María Madre, la cual desfila desde el templo homónimo hasta la Capilla de la Resurrección en la catedral, lugar en que a mediodía se oficia la misa de Pascua. Anteriormente la imagen original, datada en el siglo xvi, era bajada del retablo mayor mediante un sistema de poleas (roldana) el cual deterioraba la talla, por lo que se decidió elaborar una réplica, valorada en más de 9000 euros (sufragados por los fieles) y realizada por varios escultores y pintores portugueses en 2011 por encargo de la Cofradía de Santa María Madre, fechada en 1395, lo que la convierte en la más antigua de la ciudad y de la provincia, aunque debido a un periodo de inactividad de varios años (no sería refundada hasta 2010), se suele considerar como la más antigua de la ciudad la Cofradía del Santo Cristo, fundada en 1992 aunque originada en el siglo xiv y documentada con seguridad en 1411. Durante años el paso, el cual no permite carroza, fue llevado por miembros de la Policía Local, quienes a cambio recibían un obsequio, siendo desde 2016 portado por una cuadrilla contratada para tal fin.
Ceremonia del Desplante
El acto que cierra la Semana Santa se produce durante la procesión de regreso a la Iglesia de Santa María Madre y es la conocida como ceremonia del Desplante, rito centenario único en España en el que se escenifica el desencuentro entre las autoridades eclesiásticas y el poder político ocurrido en el siglo xviii, cuando el gobierno local se negó a sufragar la reparación de la escalinata que conduce a la iglesia, lo que llevó al obispo a prohibir la entrada al templo en esta procesión tanto al regidor como a sus concejales. Durante el acto, la corporación municipal permanece a los pies de la escalinata mientras el obispo y los miembros del cabildo catedralicio los saludan sarcásticamente con una reverencia desde la puerta de la iglesia para después darles la espalda y acceder al templo; en respuesta los concejales dan media vuelta y permanecen de espaldas a la escalinata unos segundos antes de entrar en el ayuntamiento (situado a escasos metros), momento en el que se da por finalizada la Semana Santa.

### Imaginería
En la Semana Santa orensana participan un total de doce pasos:
| Título                       | Autor                    | Año                | Sede                                  | Días en que procesiona          | Portadores                                                                                        | Descripción | Imagen |
| ---------------------------- | ------------------------ | ------------------ | ------------------------------------- | ------------------------------- | ------------------------------------------------------------------------------------------------- | --- | ------ |
| Borriquilla                  | José Aldrey              | 1960               | Catedral                              | Domingo de Ramos                | Fieles de la catedral                                                                             | Jesús figura a lomos de una borriquilla y acompañado de un pollino. Es costumbre que los fieles froten las ramas y las palmas sobre los pies de Cristo y la cola del asno, motivo por el que estas zonas presentan un importante desgaste |        |
| Jesús Nazareno               |                          | Siglos xviii o xix | Parroquia del Sagrado Corazón         | Miércoles Santo y Viernes Santo | Cofradía de Jesús Nazareno                                                                        | Antiguamente se hallaba en posesión de la Cofradía de los Dolores, dependiente de Roma, y con ella se realizaba la procesión del Encuentro en la plaza mayor. Imagen de vestir, articulada y con peluca de pelo natural, Cristo figura con la cruz a cuestas rumbo al Monte Calvario |        |
| Santo Cristo del Perdón      | Maestro de Sobrado       | c. 1550            | Parroquia de Santa Marta              | Jueves Santo y Viernes Santo    | Cofradía del Santísimo Cristo del Perdón                                                          | También llamado Santo Cristo de la Paciencia y, erróneamente, Ecce Homo, esta talla fue incorporada a la procesión en 2006. Jesús aparece sentado en un peñasco con las manos atadas, un martillo a sus pies y la corona de espinas sobre la cabeza |        |
| Santa Cena                   | Urbano Parcero Rodríguez | 1954               |                                       | Viernes Santo                   | Secciones diocesanas de la Adoración Nocturna Española y Adoración Nocturna Femenina              | Tallado en Santiago de Compostela, el paso refleja el momento en que los doce apóstoles discuten por la futura traición de Judas Iscariote. De gran plasticidad, las figuras se hallan recostadas en un triclinio alrededor de la mesa pascual y lucen un semblante de tristeza e incertidumbre. Estilísticamente sigue el modelo creado en 1864 por Juan Sanmartín y Serna para la ciudad de Santiago, pieza premiada en la Exposición Universal de París de 1889. |        |
| Cristo Flagelado             | Maestro de Sobrado       | Siglo xvi          | Museo Catedralicio                    | Viernes Santo                   | Jóvenes de la Parroquia de San Pío X y comunidad neocatecumenal de la Parroquia de Santa Teresita | Encuadrada en el Renacimiento, es una de las imágenes más valiosas de la Semana Santa orensana. Con un elevado grado de patetismo, Cristo figura junto a la columna durante la flagelación, con ambas manos superpuestas simulando estar atadas al pilar |        |
| Santo Cristo                 | Hermanos Núñez           | 1956-1958          | Parroquia de San Pío X                | Viernes Santo                   | Cofradía del Santo Cristo                                                                         | Tallado en el barrio de O Couto por encargo de la Cofradía del Santo Cristo, consiste en una réplica de menor tamaño del Santo Cristo de Orense. Compuesto además por una reproducción del baldaquino original, en la parte trasera del mismo destaca una hornacina en la que se colocaba anteriormente para la procesión una talla de medio cuerpo de la Dolorosa realizada por Pedro de Ávila hacia 1700, la cual es venerada en el baldaquino del Santo Cristo original. Para evitar desperfectos se emplea desde hace años otra talla de la Dolorosa del siglo xviii y también de medio cuerpo, conservada en uno de los escaparates de la sacristía de la catedral |        |
| Piedad                       | José Liste Naveira       | 1962               | Santuario de Nuestra Señora de Fátima | Viernes Santo                   | Fieles del Santuario de Nuestra Señora de Fátima                                                  | De un tamaño superior al natural y gran realismo, la Virgen aparece representada en su sexta angustia, con el cuerpo inerte de su hijo recostado sobre su regazo |        |
| Cruz desnuda                 |                          | Siglo xix          | Iglesia de Santa María Madre          | Viernes Santo                   | Fieles de la Parroquia de Cristo Rey                                                              | Realizada en madera noble con los extremos de plata. Para la procesión se cubre con un sudario de color blanco y desfila acompañada por varios instrumentos de la crucifixión (los clavos, la corona de espinas, el martillo y el letrero con el monograma INRI) |        |
| Cristo yacente               |                          | Siglo xviii        | Iglesia de Santa María Madre          | Viernes Santo                   | Alumnos del Seminario Mayor del Divino Maestro                                                    | La imagen es articulada (con ella se realizaba el Desenclavo) y está dotada de gran patetismo. Para la procesión es colocada en una urna del siglo xix elaborada en ébano con engastes en marfil y plata y ángeles policromados (una de las piezas conservadas de la antigua Semana Santa). Anteriormente el paso era portado por sacerdotes revestidos con los ornamentos utilizados en la misa, si bien desde el episcopado de Ángel Temiño Sáiz la urna es llevada por los seminaristas, quienes engalanados con sotana y roquete producen un singular sonido al golpear el suelo con sus bastones durante la procesión                                              |        |
| Dolorosa                     |                          | Siglo xix          | Iglesia de Santa María Madre          | Viernes Santo                   | Cofradía de Santa María Madre (acompañada por las damas de la catedral vestidas de luto)          | Talla de vestir la cual representa a Nuestra Señora de los Dolores con un semblante similar al de la mujer morena gallega. Para la procesión (a cuyo término se le dedica una «Salve» a la Dolorosa en la plaza mayor) la imagen es engalanada con un manto de terciopelo bordado, una corona de plata y diversas joyas. Perteneciente a la antigua Cofradía de la Virgen de los Dolores, su paso procesional fue realizado por los hermanos Núñez |        |
| Nuestra Señora de la Soledad |                          |                    | Iglesia de la Santísima Trinidad      | Sábado Santo                    | Fieles de la Iglesia de la Santísima Trinidad                                                     | Representación de la Virgen como Nuestra Señora de la Soledad. Vestida de luto, luce en el pecho un corazón atravesado por siete espadas en alusión a los siete dolores y en las manos la corona de espinas |        |
| Santa María Madre            |                          | 2011               | Iglesia de Santa María Madre          | Domingo de Resurrección         | Cuadrilla contratada                                                                              | La Virgen figura en un trono ofreciendo una pera a su hijo, quien se encuentra sentado en su regazo sujetando una paloma, representación del Espíritu Santo |        |

### Cofradías
La Semana Santa orensana está regida por la Junta de Hermandades y Cofradías de Orense, creada en 2018, y cuenta con un total de cuatro cofradías:
| Nombre                                   | Fundación | Sede                          | Hábito | Imagen |
| ---------------------------------------- | --------- | ----------------------------- | --- | ------ |
| Cofradía de Jesús Nazareno               | 1995      | Parroquia del Sagrado Corazón | Túnica morada con botonadura frontal dorada, fajín dorado, capa dorada, capa morada, capirote dorado y zapatos negros  |        |
| Cofradía del Santísimo Cristo del Perdón | 2012      | Parroquia de Santa Marta      | Túnica negra, fajín burdeos, capa burdeos, capirote burdeos, guantes blancos, zapatos negros y medalla de la hermandad |        |
| Cofradía del Santo Cristo                | 1992      | Parroquia de San Pío X        | Túnica morada ajustada en la cintura, capirote morado con una imagen del Santo Cristo de Orense y zapatos negros       |        |
| Cofradía de Santa María Madre            | 1395      | Iglesia de Santa María Madre  | Ninguno |        |

## Galería de imágenes

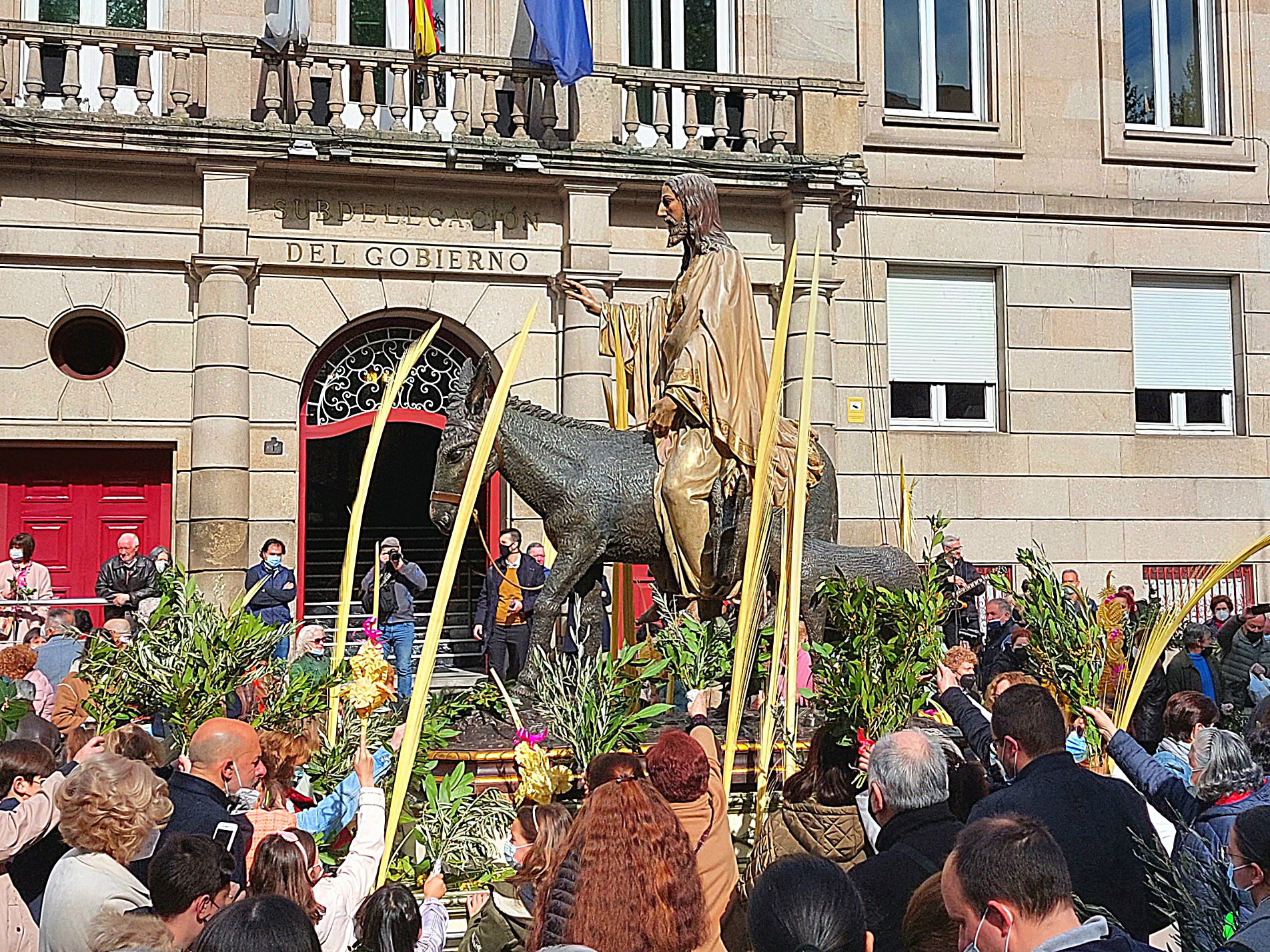
Domingo de Ramos.
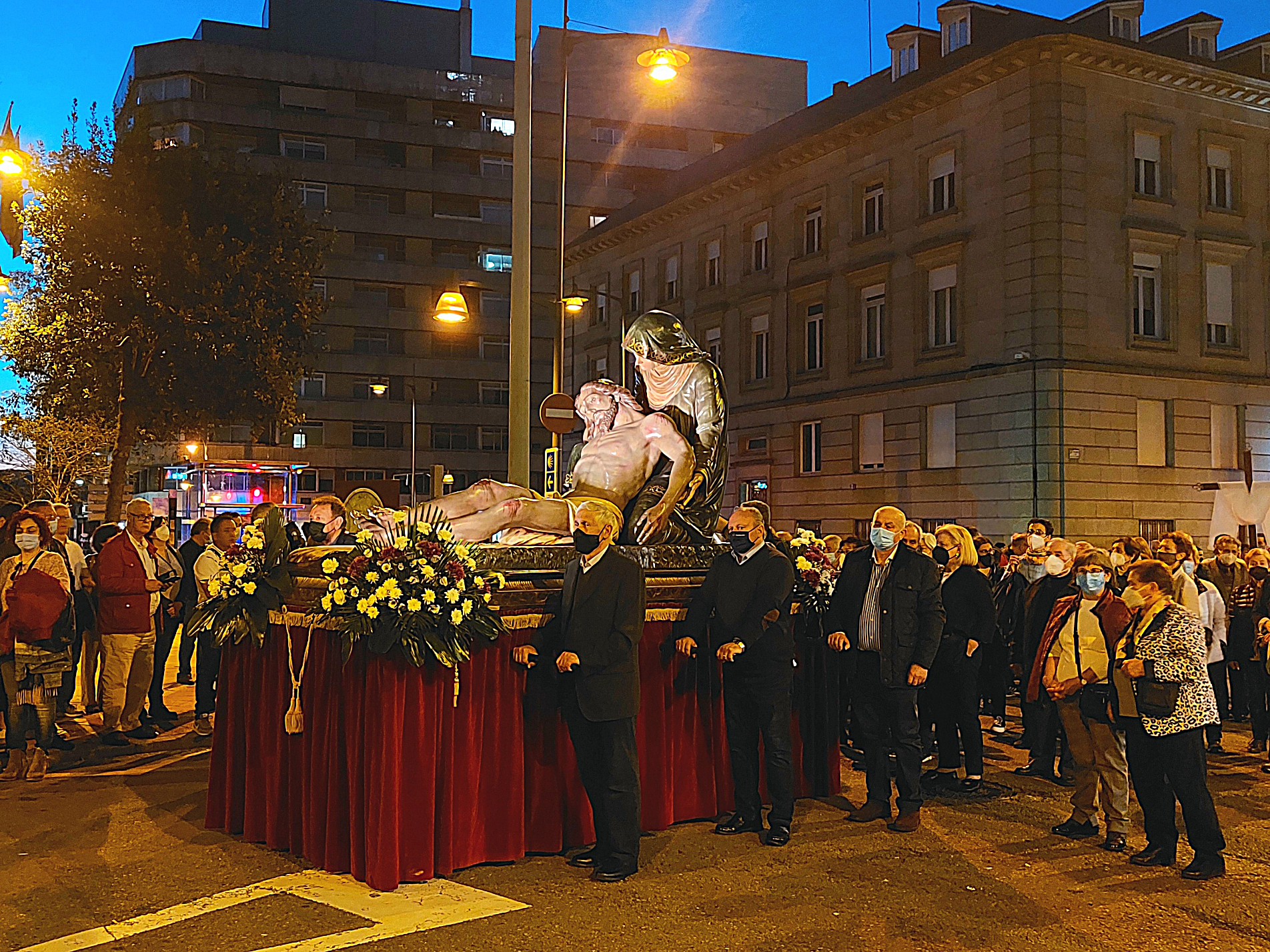
Paso de la Piedad.
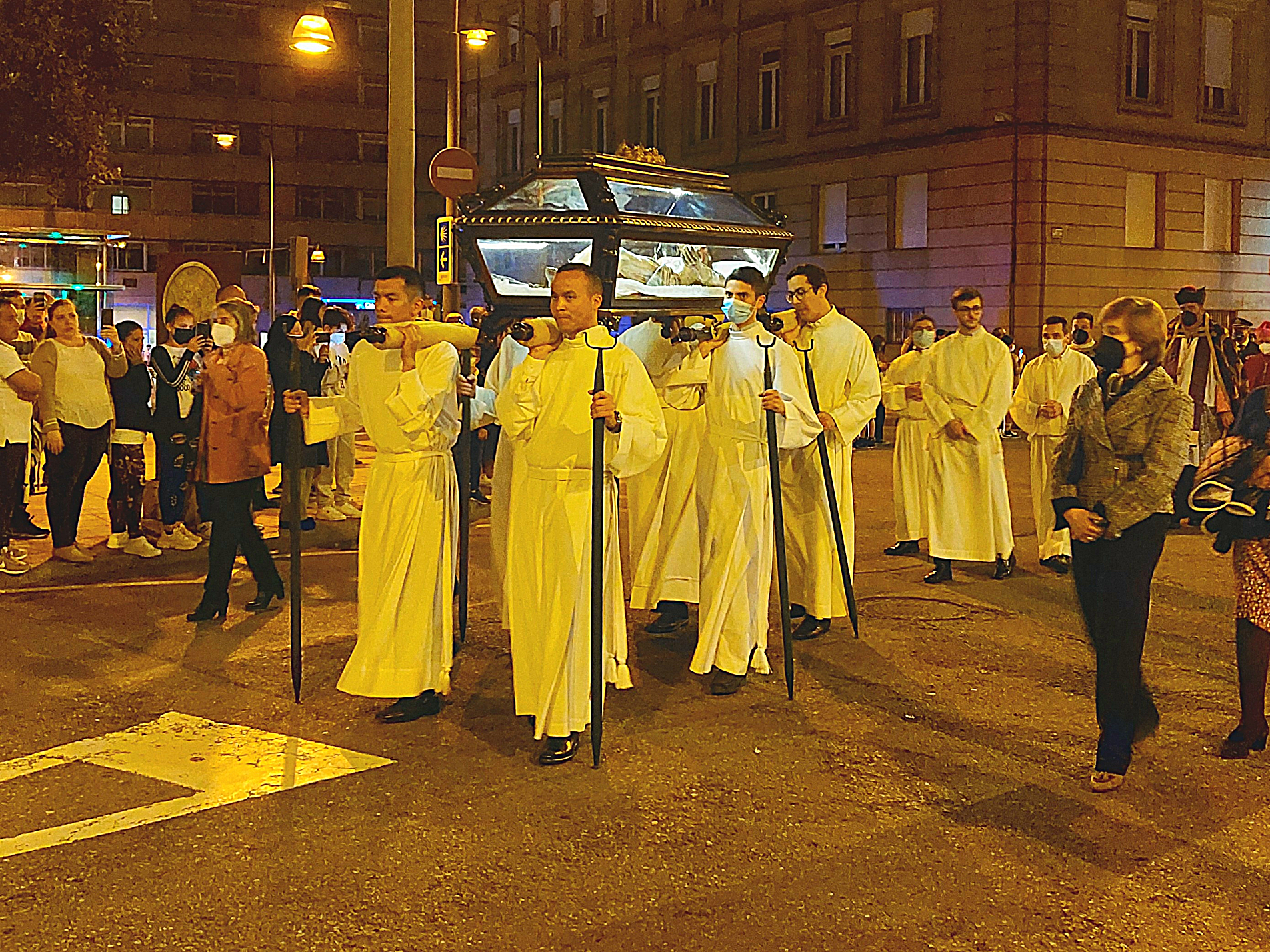
Paso de Cristo yacente.
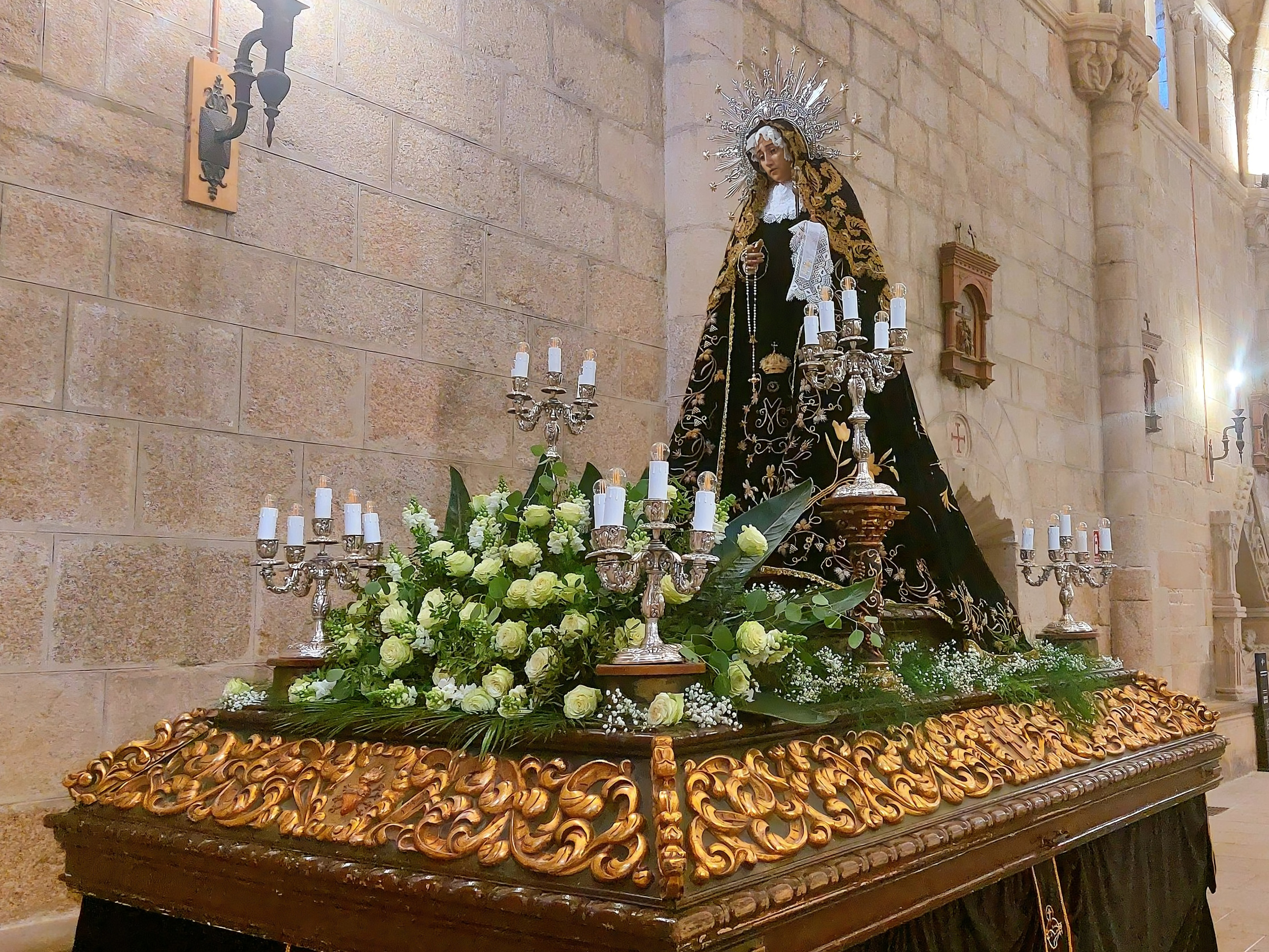
Paso de la Dolorosa.
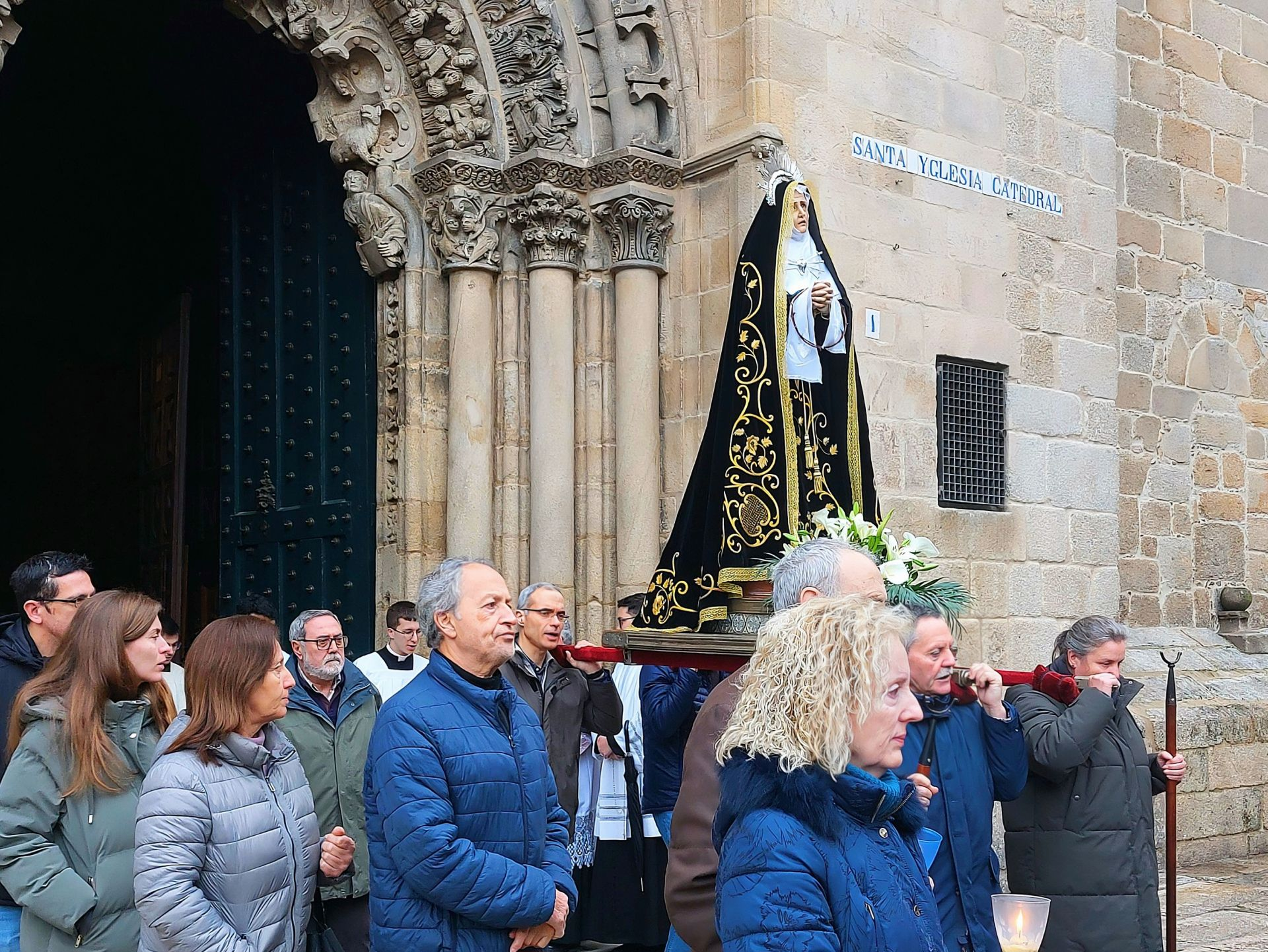
Procesión de la Soledad.
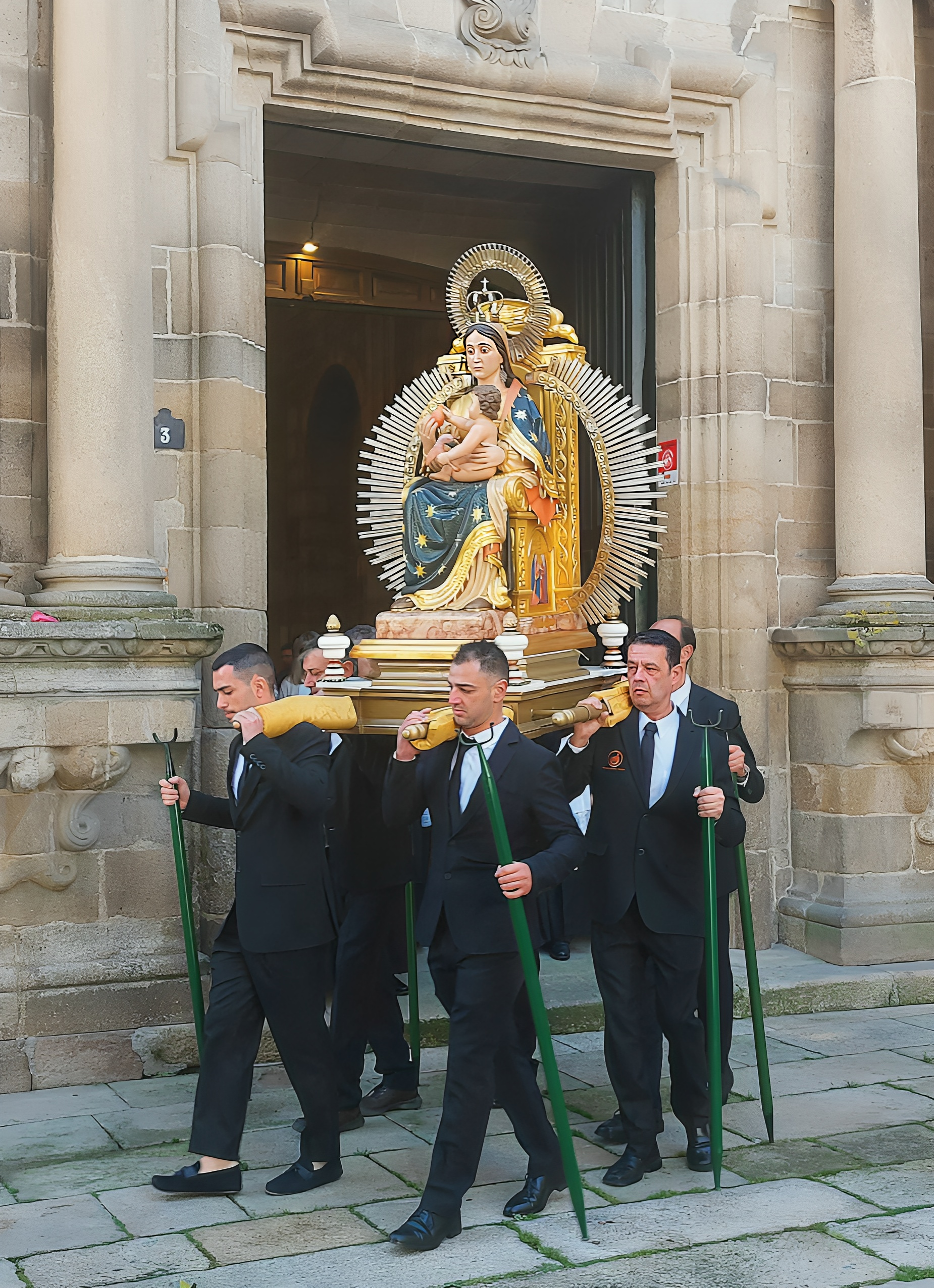
Procesión del Santo Encuentro.
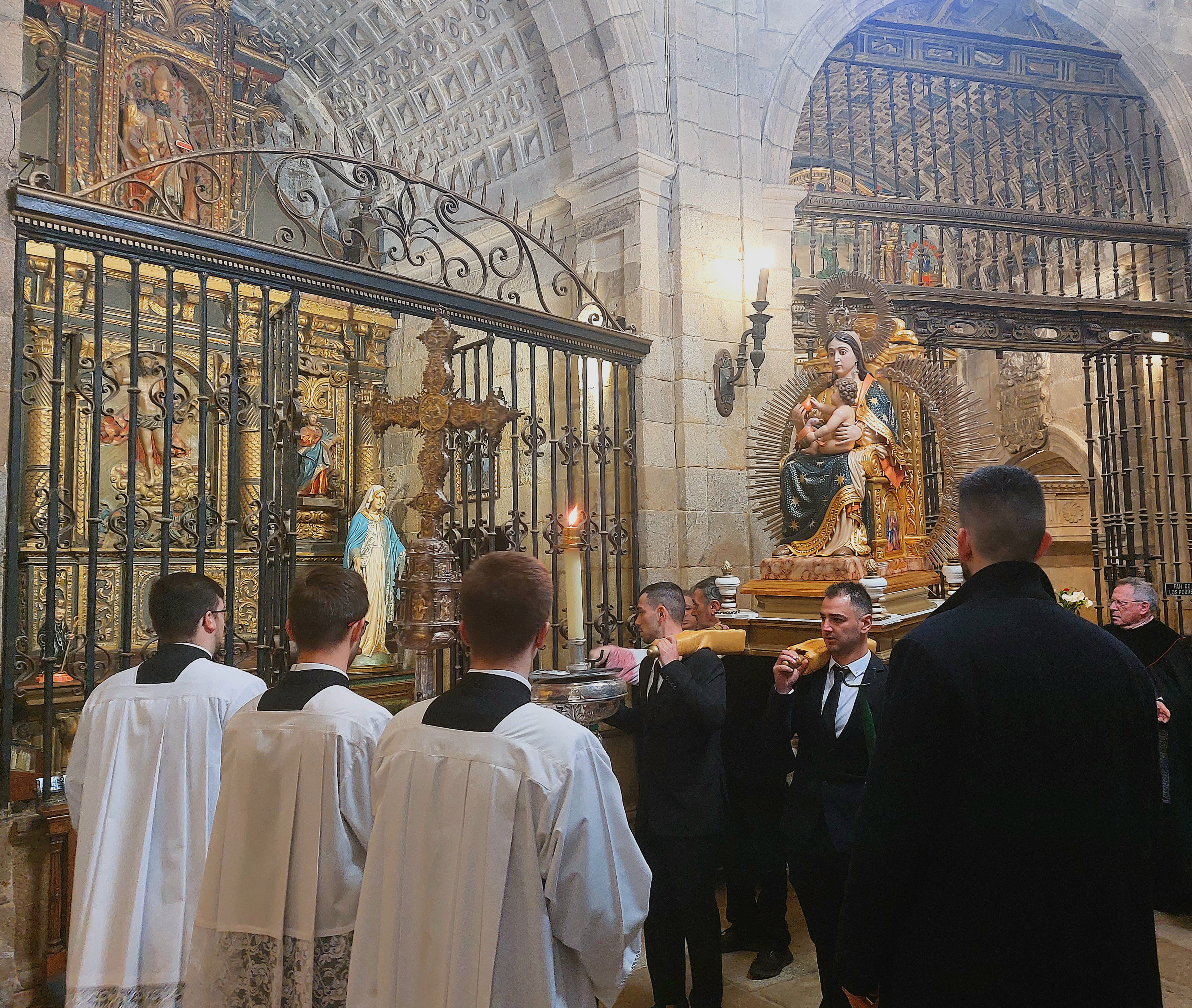
Santo Encuentro en la Capilla de la Resurrección.
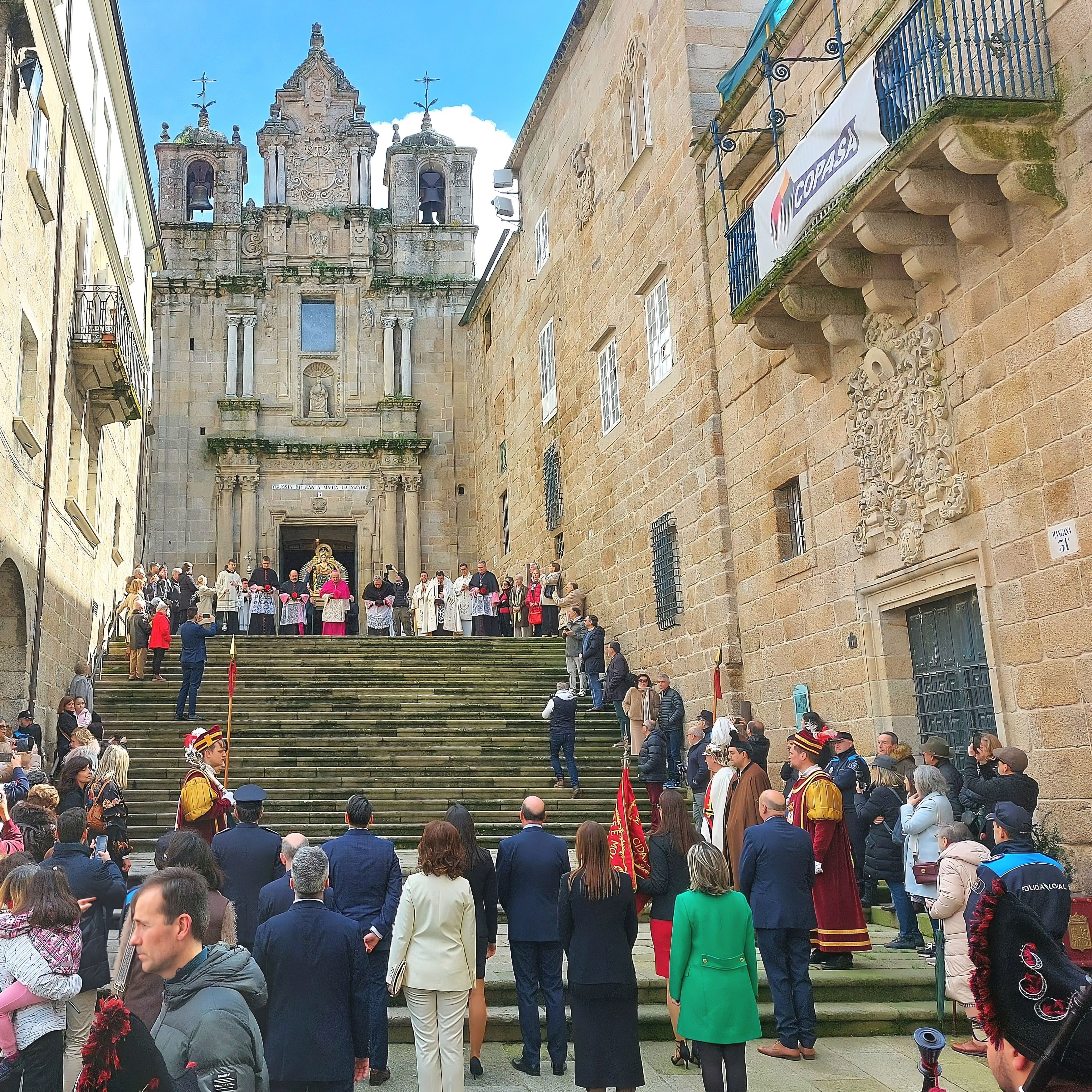
Ceremonia del Desplante.